# 天主教仰光總教區
天主教仰光總教區（拉丁語：Archidioecesis Yangonensis）是緬甸一個羅馬天主教總教區，也是該國三個總教區之一。下轄卑謬、勃生、毛淡棉和帕安四個教區。
面積47,191平方公里。2009年有教友79,682人、31個堂區、84名司鐸。總主教為查爾斯·波樞機。
1866年11月27日設西南緬甸代牧區，1870年8月19日易名南緬甸代牧區，1953年改稱仰光代牧區，1955年1月1日升為總教區。